# Rockefeller
För andra betydelser, se Rockefeller (olika betydelser).
Rockefeller är en amerikansk finanssläkt.  Släkten kom till USA på 1700-talet från Tyskland, där namnet skrevs Rockenfeller. Den fick sin ställning genom John D. Rockefeller  (1839–1937), som genom sitt bolag Standard Oil, grundat 1870, blev USA:s och kanske världens rikaste person. Den filantropiska verksamhet som han startade under senare delen av sitt liv, har fortsatts av hans efterkommande, där flera också haft framträdande roller inm amerikansk politik.

## Personer i familjen
- David Rockefeller (1915–2017), bank- och finansman
- James Stillman Rockefeller (1902–2004), roddare
- Jay Rockefeller (född 1937), demokratisk politiker, senator och guvernör för West Virginia 1977–1985
- John D. Rockefeller (olika betydelser)
  - John D. Rockefeller (1839–1937), industriman, entreprenör och filantrop
  - John D. Rockefeller Jr. (1874–1960), filantrop
  - John D. Rockefeller III(1906–1978), finansman och filantrop
- Laurance Rockefeller (1910–2004), finansman och filantrop
- Nelson Rockefeller (1908–1979), republikansk politiker, guvernör i New York 1959–1973, USA:s vicepresident 1974–1977
- Winthrop Rockefeller (1912–1973), republikansk politiker och filantrop, guvernör i Arkansas 1967–1971

## Släktträd
- John D. Rockefeller (1839–1937)
  - John D. Rockefeller Jr. (1874–1960)
    - John D. Rockefeller III(1906–1978)
      - Jay Rockefeller (född 1937), guvernör i West Virginia

    - Nelson Rockefeller (1908–1979), guvernör i New York, USA:s vicepresident
    - Laurance Rockefeller (1910–2004)
    - Winthrop Rockefeller (1912–1973), guvernör i Arkansas
    - David Rockefeller (1915–2017)

### Utanför trädet
- James Stillman Rockefeller (1902–2004), olympisk  roddare, vars farfar var bror till John D. Rockefeller

## Andra personer med efternamnet Rockefeller
- Carmencita Rockefeller, fiktivt namn använt av svensk bedragare
- Clark Rockefeller, fiktivt namn använt av Christian Gerhartsreiter (född 1961), tysk bedragare
- Mike Rockenfeller (född 1983), tysk racerförare
- Morgan Rockefeller Wall-Enberg Jr, rollgestalt i Jönssonligan